# Teniolophora fluviatile
Teniolophora fluviatile là một loài Rêu trong họ Pottiaceae. Loài này được (R.S. Williams) W.D. Reese miêu tả khoa học đầu tiên năm 1962.